# قلوب وعقول (لوست)
قلوب وعقول (بالإنجليزية: Hearts and Minds) هي الحلقة الثالثة عشر من الموسم الأول من المسلسل التلفزيوني الأمريكي لوست. تظهر الحلقة أن بون كارليل (إيان سومرهالدر) يقوم بأحد طقوس العبور، معتقدًا أن أخته شانون (ماجي جريس) قد ماتت. من خلال سلسلة من الفلاشباك، تم الكشف عن أن بون مغرم بشانون، وأنهم ناموا معًا قبل تحطمها على الجزيرة. أخرج الحلقة رود هولكومب وكتبها كارلتون كوس وخافيير جريللو-ماركسواتش.
سعى الكتّاب إلى الكشف عن الخلفية الدرامية لبون وشانون من خلال مفاجأة المشاهدين بطبيعة علاقتهم. في الوقت نفسه، أرادوا استخدام العلاقة لتقريب بون ولوك من بعضهما البعض، وقرروا السعي في طقس العبور لتحقيق ذلك. «القلوب والعقول» بثت لأول مرة في 12 يناير 2005، على ABC. تمت مشاهدة الحلقة من قبل ما يقدر بـ 20.81 مليون مشاهد واستقبلت انتقادات متباينة إلى سلبية. كان النقاد يميلون إلى اعتبار قصة شانون وبون غير مثيرة للاهتمام، لكنهم أعربوا عن تقديرهم لأفعال جون لوك (تيري أوكوين) «الغامضة بشكل قاتم».

## القصة

### الفلاشباك
تتصل شانون ببون، وبعد أن يسمع أصوات العنف، تطلب منه المجيء إلى سيدني. عندما وصل إلى هناك، رأى أن صديقها، بريان (تشارلز ميسور)، كان يضربها. يبلغ بون الشرطة بذلك ويكشف أن شانون هي أخته غير الشقيقة. بينما كان بون يتحدث إلى الضابط، تم إحضار جيمس "سوير" فورد (جوش هولواي) إلى مركز الشرطة وهو مقيد اليدين ويصرخ بغضب. المحقق يتجاهل بون بشكل فعال.
عرض بون على بريان 25 ألف دولار للانفصال عن شانون لكن بريان يطلب 50 ألف دولار ويوافق بون. يكشف بون أيضًا أن بريان ليس أول رجل دفع له ليترك شانون بمفردها. شانون ترفض المغادرة مع بون. يدرك أن شانون كذبت عليه للحصول على المال، وقد فعلت ذلك في جميع المرات الأخرى التي كان عليه فيها أن يدفع لأحبائها. يقول بريان إن والدة بون سرقت المال منها، وأنها تحصل على ما هو حق لها. بعد معركة قصيرة مع بريان تعرض فيها للضرب، غادر بون. في تلك الليلة، جائت شانون مخمورة إلى غرفة فندق بون وأخبرته أن بريان سرق المال. أخبرت بون بأنها تعرف أنه يحبها، وعلى الرغم من أنه حاول أولاً رفض تقدمها، إلا أنهما ينامان معًا. في وقت لاحق، تقنع شانون بون بعدم إخبار والديهم.

### على الجزيرة
في اليوم الرابع والعشرين، 15 أكتوبر 2004، يرى بون أن علاقة شانون راذرفورد (ماجي جريس) مع سعيد جراح (نافين أندروز) تزداد شخصية. يحاول بون أن يخبر سعيد أنه من الأفضل له البقاء بعيدًا عن شانون، لكن يتم تجاهله.
يحاول بون ولوك فتح الفتحة الغامضة، لكن أخبر الناجين الآخرين أنهم يبحثون عن خنزير. هوغو "هيرلي" رييس (خورخي جارسيا) يوبخ بون لعدم إحضاره أي خنزير، لكن جون لوك (تيري أوكوين) أخبر بون أن ما يفعله هو وبون بالفتحة أهم بكثير من الصيد. عند الفتحة، يصنع لوك عجينة ويخبر بون أنه سيتم استخدامها لاحقًا. يقترح لوك أن التحديق في الفتحة سيخبرهم بكيفية فتحها.
أخبر بون لوك أنه سئم من الكذب، ويريد أن يخبر شانون عن الفتحة. يفقده لوك وعيه بمقبض سكينه، ويستيقظ بون ليجد نفسه مقيدًا. يضع لوك معجونًا غريبًا على جرح رأس بون ويترك سكينًا مضمنًا في الأرض أمام بون حتى يتمكن من تحرير نفسه. يوضح لوك أنه سيكون قادرًا على الوصول إليه بمجرد أن يكون لديه الدافع المناسب. بعد عدة محاولات فاشلة للقيام بذلك، سمع بون صرخات شانون وأصوات «الوحش» وهي تقترب. هذا هو الدافع الذي يحتاجه، وبعد صراع قصير، وفي ألم مبرح، يمكنه أخيرًا الوصول إلى السلاح. ثم يحرر نفسه ويبحث عن أخته.
يركض بون عبر الغابة، ويرى شانون مرتبطة بشجرة. يحررها بون ويهربون من الوحش الذي يلاحقهم. يأخذ الوحش شانون، ووجد بون في حالة ذهول لاحقًا جسدها المشوه بجوار جدول صغير ويشاهدها وهي تموت. في تلك الليلة، عاد بون إلى المخيم وحاول قتل لوك، وهو يصرخ بأنه قتل أخته، لكن لوك يكشف أن شانون على قيد الحياة. تسبب العجينة في حصول بون على رؤية عابرة، وفقًا لما قاله لوك، أمرًا بالغ الأهمية لتجربته في الجزيرة. يعترف بون بأن رؤية شانون ميتة جعلته يشعر بالارتياح. يقول له لوك أن يأتي معه، ويختفي الاثنان في الغابة.
في هذه الأثناء، تأخذ كيت أوستن (إيفانجلين ليلي) جاك شيبارد (ماثيو فوكس) إلى حديقة صنعتها صن هوا كوون (كيم يون-جين). تكتشف كيت أن صن تتحدث الإنجليزية عندما كان الاثنان يعملان في الحديقة، وتطلب منها صن ألا تخبر أحداً. وجد لوك أن سعيد يحاول فهم خرائط دانييل روسو، وأعطاه بوصلة. قال سعيد لجاك أنه وفقًا لبوصلة لوك، فإن الشمال ليس حيث يجب أن يكون، مما جعله يعتقد أن الآلة معيبة. يقضي هيرلي وجين سو كوون (دانيال داي كيم) اليوم في صيد الأسماك. عندما يفشل هيرلي في الإمساك بأي شيء وخطى بطريق الخطأ على قنفذ البحر بعد الاستسلام، يعالج جين الجرح ثم يعطي هيرلي سمكة نظيفة جاهزة للطهي.

## الإنتاج

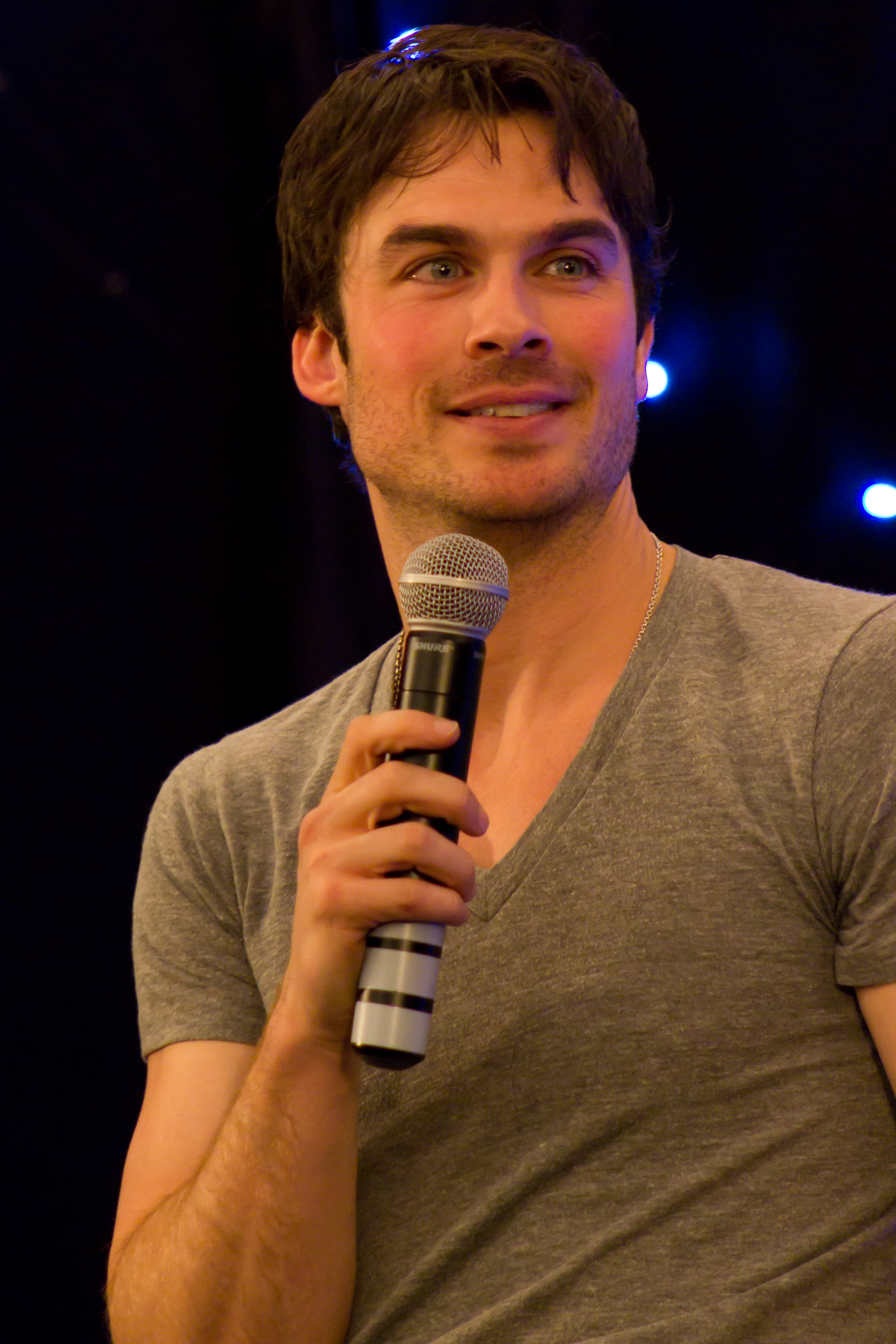
ظهر بون (إيان سومرهالدر) في فلاشباك الحلقة

كان بون محور تركيز «القلوب والعقول»، وهي شخصية لم تُرى بعد خلفيتها الدرامية.  كان إيان سومرهالدر أول ممثل في المسلسل. في حين أن الدور تطلب منه أن يجد الحياة التي تعيش في البرية غريبة وصعبة، نشأ الممثل في مزرعة في لويزيانا، وبالتالي تم استخدامه «لتعلم كيف يعيش».  قال، «[بون] كان هشًا للغاية في بيئة [الجزيرة]، حيث لم أكن لأكون.»  ضم ضيوف الحلقة تشارلز ميسور في دور برايان، وآدم ليدبيتر في دور مالكولم، وكيلي رايس في دور نيكول. 
قرر المنتج التنفيذي كارلتون كوس والمنتج المشرف خافيير جريللو ماركسواش، الذين كتبوا الحلقة، أن الحبكة ستتمحور حول ترسيخ علاقة بون ولوك، من خلال جعل الأول يمر باختبار الشخصية. تطورت حبكة الحلقة تدريجياً، حيث كان طقس العبور أحد الأفكار الأولى التي يجب تضمينها. أدى هذا إلى تصوير علاقة شانون ببون - التي لم يتم استكشافها بعد - وجعلهم «المحور» الذي يتم من خلاله ربط لوك وبون معًا. قال كوس أن المسلسل قد وصل إلى نقطة سردية حيث أصبح بون «مساعد» لوك، وكان بحاجة إلى «نوع من التخلص من هوسه بشانون من أجل المضي قدمًا فيما يتعلق بعلاقته مع لوك».
اعتقد المنتجون أيضًا أنه سيكون من المثير للاهتمام أن يكون هناك المزيد من علاقة شانون وبون أكثر من مجرد مصلحة بون الأخوية الملكية. وفقًا لـ كوس، أصبح تطور الحبكة صفة مميزة لـ لوست لذا أرادوا مفاجأة الجمهور من خلال أن تكون علاقة شانون وبون جنسية بطبيعتها. جاءت فكرة الاثنين من ملاحظة أن المشاجرة بينهما تشبه الزوجين الأكبر سنًا؛ ولدعم ذلك، جعلوا الشخصيات أشقاء غير شقيقين لأنه لم يتم تحديد ما هو رابط الأشقاء بالضبط.
كان هذا أول رصيد كتابي لـ كوس في لوست، بعد أن انضم إلى المسلسل خلال الحلقة السابعة. لقد رغب في ترسيخ علاقة بون مع لوك، لكنه لم يكن متأكدًا من كيفية ربط الشخصيتين بطريقة مفيدة. اختار الكتّاب طقس العبور (مسعى لتحقيق رؤيا، بالإنجليزية: Vision Quest) لكنهم قرروا جعل هذا «مغلق إلى الجمهور» وعدم إخبارهم أنه يحدث حتى. في البداية، كان من المتصور أن يقتنع بون بأكل خلطة لوك، لكن المخرج رود هولكومب والكتّاب اعتقدوا أنه كان سيجعل الهلوسة أسهل للتخمين، وغيروها إلى دهن الخلطة على إصابة في الرأس.
كان لوك يطرد بون من «نقطة تحول ضخمة» في تطور شخصيته. وفقًا للكتاب، كان هناك جدل كبير حول ما إذا كان لوك طيباً أم شريراً. كان قراره بمثابة لحظة صادمة للمشاهدين، لأنهم اعتقدوا أن الناس سوف ينظرون إليها على أنها علامة على أن لوك أصبح شريراً. كانت هذه سمة من سمات المسلسل - أحب الكتاب تصوير شخصية بطريقة معينة بحيث يتم تكوين رأي المرء، ثم يكشفون عن شيء آخر من شأنه أن يغير رأيه. دخل مشهد لوك مع سعيد في وقت متأخر من الإنتاج، لأن الحلقة كانت قصيرة ولم يكن لدى لوك مشاهد بدون بون. كما أضيف مشهد سعيد مع جاك لاحقًا. يتم تقديم العديد من نقاط الحبكة المستقبلية في الحلقة، مثل رصد سعيد لشذوذ مغناطيسي، والشخصيات الرئيسية تعبر المسارات (عند القبض على سوير في مركز الشرطة حيث يقدم بون شكوى) وصندوق رسومات مايكل، الذي يشكل الحلقة التالية، «مميز».

## آراء النقاد

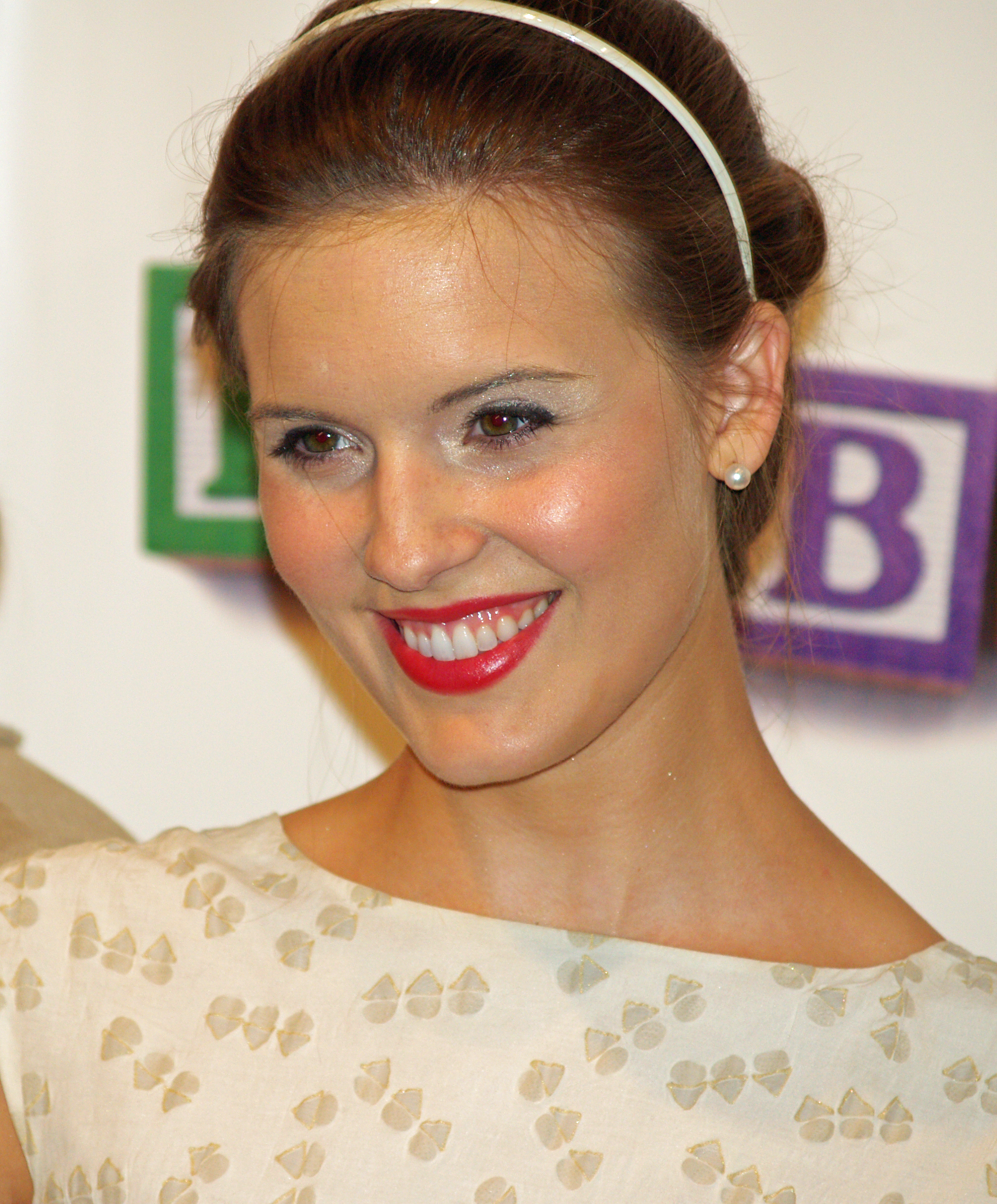
كان النقاد يميلون إلى النظر إلى علاقة شانون (ماجي جريس) مع بون بشكل سلبي

تم بث حلقة «قلوب وعقول» لأول مرة في 12 يناير 2005 في الولايات المتحدة.  حصل بث الحلقة على ما يقدر بـ 20.81 مليون مشاهد، مما يجعلها سادس حلقة على قناة ABC مشاهدة لذاك الأسبوع. حصل على مجموع تصنيفات 7.9/21 بين البالغين الذين تتراوح أعمارهم بين 18 إلى 49  ومجموع 4.1/13 بين المراهقين، وكلا المقياسين يصلان إلى أعلى المستويات. مع هذا، ساعد لوست وإيلياس شركة ABC في الاستحواذ على تلك الليلة. انخفض عدد المشاهدين 780 ألف مشاهد عن الحلقة السابقة «مهما كانت الحقيبة»،  لكنه ارتفع بمقدار 5.12 مليون مشاهد عن متوسط الموسم البالغ 15.69 مليون مشاهد.
كان الاستقبال النقدي للحلقة مختلطًا إلى سلبي. انتقد كريس كارابوت من IGN قرار تركيز الحلقة حول شانون وبون، وهما شخصيتان شعر بهما "[جلبت] القليل جدًا إلى الطاولة"، على حساب قصص وشخصيات أخرى "أكثر إثارة للاهتمام". ووصف الحلقة بأنها "محرجة وغير ملهمة"، على الرغم من تعليقه على أنها تم إنقاذها من خلال تطوير شخصية لوك. صنف كارابوت الحلقة 6.6 من 10، مما يشير إلى أنها حلقة "مقبولة". صنف آدم بي فاري كاتب مجلة إنترتينمنت ويكلي، الحلقة بدرجة B+ وأثنى على سومرهالدر لإحضاره "بعض المشاعر الحقيقية لمشاعره المتضاربة مع شانون؛ كما وجد أن لوك "في أفضل حالاته عندما تكون دوافعه غامضة." 
يكتب لـ Zap2it، وصف ريان ماكجي الحلقة بأنها "قصة خلفية ضعيفة مع نهاية زاحفة"، على الرغم من أنه استمتع بلوك لأنه "حكيم بشكل لا يصدق ومرعب بشكل لا يصدق في نفس الوقت.  في عملها لعام 2006 إيجاد لوست: الدليل الغير رسمي، انتقدت نيكي ستافورد الكتّاب لأن بعض الشخصيات تتصرف بشكل غير متسق مع أحداث الحلقات السابقة، مستشهدة بتفاعلات جاك وكيت "الطريفة واللطيفة" كمثال.  روبرت دوجيرتي، مؤلف كتاب عام 2008 دليل حلقات لوست للآخرين: مختطفات غير رسمية، قارن علاقة شانون وبون بمسلسل تلفزيوني طويل. بخلاف ما تم الكشف عنه حول علاقتهما وتصرفات لوك، لم يعتقد دوجيرتي أن الحلقة سيكون لها تأثير كبير على القصة الإجمالية للمسلسل. 
استعرضت تيريز أوديل من هيوستن كرونيكل الحلقة مرتين، مرة في سبتمبر 2007، ثم مرة أخرى بعد تكرار المشاهدة في يوليو 2009. وصفتها بأنها «غريبة للغاية»،  ووصفتها بأنها «حلقة انتقالية»، مشيرة إلى أنها وجدت الأمر مزعجًا في مشاهدتها الأصلية، وكانت حريصة على تقدم القصة، ولكن عند إعادة مشاهدتها استمتعت بها أكثر، مشيدة «استكشاف جميل لشخصية بون». بعد اختتام المسلسل، صنفت IGN «قلوب وعقول» في المرتبة 109 من بين جميع الحلقات، وعلقت على أنه نظرًا لأن قلة من المشاهدين كانوا مهتمين بشانون وبون، كان من الصعب الاهتمام بحلقة تتمحور حولهما، لا سيما أنها لم تطول كثيرًا في تأثير المدى. ترتيب مماثل للحلقات بواسطة إميلي فانديرويرف من لوس أنجلوس تايمز وضع «القلوب والعقول» في المرتبة 104.